# Strophidia fasciata
Strophidia fasciata är en fjärilsart som beskrevs av Pieter Cramer 1777. Strophidia fasciata ingår i släktet Strophidia och familjen Uraniidae. Inga underarter finns listade i Catalogue of Life.